# Bedřich Brunclík
Bedřich Brunclík (* 6. července 1946 Praha) je bývalý československý hokejový útočník (centr).

## Hráčská kariéra
S hokejem začínal jako jako desetiletý kluk ve Slavii na štvanické "nudli"; v tomto klubu působil až do roku 1965. Při nástupu na základní vojenskou službu si mohl vybrat mezi druholigovými Litoměřicemi a Košicemi, které tehdy hrály první ligu. Rozhodl se pro druhou možnost a za tehdejší Duklu (1965–1967) a později VSŽ (1967–1981) odehrál v nejvyšší československé hokejové soutěži celkem 16 sezón (587 zápasů) a vstřelil 237 gólů. Několik sezón působil i jako kapitán týmu. Historicky odehrál nejvíce sezón a zápasů v řadě mezi všemi hráči HC Košice.
Jako reprezentant se zúčastnil jednoho šampionátu, a to MS 1971 ve Švýcarsku, kde získal stříbrnou medaili. V reprezentačním dresu mezi roky 1970 až 1972 odehrál celkem 21 zápasů a vstřelil 5 gólů.

## Trenérská kariéra
Po ukončení hráčské kariéry trénoval v letech 1981–1985 VSŽ Košice. V letech 1987–1989 trénoval Poldi Kladno. Následně působil v Holandsku, v sezóně 1989/1990 vedl jako hlavní trenér Heerenveen Flyers a další sezónu 1990/1991 GIJS Bears Groningen. Během sezóny 1991/1992 byl asistentem trenéra československého týmu do 20 let. Později vedl tým HK ŠKP Poprad, MHk 32 Liptovský Mikuláš a opět Košice, kde působil i u mládežnických družstev.